# 16. december
16. december je 350. dan leta (351. v prestopnih letih) v gregorijanskem koledarju. Ostaja še 15 dni.

## Dogodki
- 1773 – Prebivalci Bostona z britanskih ladij protestno zmečejo ves čaj - bostonska čajanka
- 1880 – začne se prva burska vojna
- 1914 – Nemci bombardirajo Hartlepool, Scarborough in Whitby
- 1920 – potres v kitajski provinci Kansu zahteva 200.000 smrtnih žrtev
- 1936 – v Londonu podpisan protokol o nevmešavanju v špansko državljansko vojno
- 1941:
  - Prekmurje priključeno Madžarski
  - začetek nemškega umika pred Moskvo
- 1942:
  - Rdeča armada prodre med Donom in Doncem
  - Heinrich Himmler ukaže internacijo in pokončanje vseh Romov
- 1943 – RAF bombardira Berlin
- 1944 – začetek ardenske ofenzive
- 2014 – Talibani med napadom na šolo v mestu Pešavarju, Pakistan, ubijejo 132 otrok in 9 odraslih

## Rojstva
- 1364 – Manuel III. Veliki Komnen, trapezuntski cesar († 1417)
- 1742 – Gebhard Leberecht von Blücher, pruski generalfeldmaršal († 1819)
- 1775 – Jane Austen, angleška pisateljca († 1817)
- 1776 – Johann Wilhelm Ritter, nemški fizik, kemik († 1810)
- 1790 – Leopold I., belgijski kralj († 1865)
- 1826 – Giovanni Battista Donati, italijanski astronom († 1873)
- 1836 – Ernst Gustav Benjamin von Bergmann, nemški kirurg († 1907)
- 1857 – Edward Emerson Barnard, ameriški astronom († 1923)
- 1863 – George Santayana, ameriški filozof († 1952)
- 1872 – Anton Ivanovič Denikin, general ruske carske armade († 1947)
- 1882 – Zoltán Kodály, madžarski skladatelj, muzikolog († 1967)
- 1888 – Aleksander I. Karađorđević, jugoslovanski kralj († 1934)
- 1901 – Margaret Mead, ameriška kulturna antropologinja († 1978)
- 1909 – Milan Vidmar, mlajši, slovenski elektroinženir in šahist († 1980)
- 1917 – sir Arthur C. Clarke, angleški pisatelj, izumitelj in futurolog († 2008)
- 1928 – Philip K. Dick, ameriški pisatelj (†1982)
- 1939 – Liv Ullman, norveška filmska igralka, režiserka
- 1946 – Benny Andersson, švedski glasbenik
- 1967 – Donovan Bailey, kanadski atlet

## Smrti
- 705 – Vu Dzetjan, cesarica dinastije Tang  (* 624)
- 714 – Pipin Herstalski, frankovski majordom (* okoli 635)
- 1308 – Tran Nhan Tong, vietnamski cesar (* 1258)
- 1316 – Oldžejtu, osmi kan Ilkanata (* 1282)
- 1325 – Karel, grof Valoijski (* 1270)
- 1378 – Oton III. Paleolog, montferraški markiz (* 1360)
- 1413 – Michele Steno, beneški dož (* 1331)
- 1474 – Ali Kušči, turški matematik in astronom (*  1403)
- 1598 – Ji Sun Šin, korejski admiral, junak (* 1545)
- 1774 – François Quesnay, francoski ekonomist (* 1694)
- 1794 – Jean-Baptiste Carrier, francoski politik (* 1756)
- 1827 – Maksimilijan Vrhovac, zagrebški škof (* 1752)
- 1859 – Wilhelm Carl Grimm, nemški jezikoslovec (* 1786)
- 1878 – Karl Ferdinand Gutzkow, nemški pisatelj (* 1811)
- 1909 – Ludwig Heinrich Friedländer, nemški zgodovinar (* 1824)
- 1914 – Ivan Zajc, hrvaški skladatelj (* 1832)
- 1921 – Charles Camille Saint-Saëns, francoski skladatelj (* 1835)
- 1944 – Alton Glenn Miller, ameriški glasbenik (* 1904)
- 1945 – Giovanni Agnelli, italijanski industrialec (* 1866)
- 1956 – Frederick George Donnan, britanski kemik (* 1870)
- 1965 – William Somerset Maugham, angleški pisatelj, dramatik (* 1874)
- 1968 – Oskar Hudales, slovenski pisatelj (* 1905)
- 2005 – Abu Omar al Seif, savdski terorist (?)